# 多賀王
多賀王（たがおう、生年不詳 - 弘仁5年10月27日（814年12月12日））は、奈良時代から平安時代初期にかけての皇族。位階は従四位下。

## 経歴
桓武朝初頭の延暦4年（785年）従五位下 に叙爵する。その後、桓武朝から平城朝にかけて25年に亘って『六国史』上に記載が現れない。
大同5年（810年）従五位上から正五位下に昇叙されると、弘仁3年（812年）正五位上、弘仁4年（813年）従四位下と嵯峨朝で昇進を果たした。
弘仁5年（814年）10月27日卒去。最終官位は散位従四位下。

## 官歴
『六国史』による。
- 時期不詳：正六位上
- 延暦4年（785年） 正月7日：従五位下
- 時期不詳：従五位上
- 大同5年（810年） 正月7日：正五位下
- 弘仁3年（812年） 正月7日：正五位上
- 弘仁4年（813年） 11月23日：従四位下
- 弘仁5年（814年） 10月27日：卒去（散位従四位下）